# GeoServer
 În domeniul IT, GeoServer este un server open-source scris în Java care permite utilizatorilor să partajeze, să proceseze și să editeze date geospațiale. Este proiectat pentru interoperabilitate, pentru publicare de date din majoritatea surselor de date spațiale majore folosind standarde deschise . GeoServer a evoluat pentru a deveni o metodă ușoară de conectare a informațiilor existente la globuri virtuale precum Google Earth și NASA World Wind, precum și hărților web browser, cum ar fi OpenLayers, Leaflet    , Google Maps și Bing Maps . GeoServer funcționează ca un model de implementare a standardului Open Geospatial Consortium Web Feature Service și implementează, de asemenea, specificațiile Serviciului Hartă Web, Serviciului de acoperire virtual și Serviciului de procesare virtuale. 

## Obiective
GeoServer își propune să funcționeze ca nod în cadrul unei infrastructuri de date spațiale gratuite și deschise. La fel cum serverul HTTP Apache a oferit un server web gratuit și deschis pentru a publica pagini HTML.GeoServer își propune să facă același lucru pentru datele geospațiale. 

## Caracteristici
GeoServer citește datele din diferite formate și surse: 
- PostGIS
- Oracle Spatial
- ArcSDE
- DB2
- MySQL
- MongoDB
- Apache Solr
- shapefile
- GeoTIFF
- GTOPO30
- ECW, Mr.SID
- JPEG2000

Prin protocoale native poate produce formate KML, GML, Shapefile, GeoRSS, PDF, GeoJSON, JPEG, GIF, SVG, PNG și multe altele. În plus, se pot edita date prin serviciul tranzactional web WFS (WFS-T). GeoServer include ca si client OpenLayers integrat pentru previzualizarea straturilor de date. 
GeoServer acceptă suplimentar publicarea eficientă a datelor geospatiale în Google Earth prin utilizarea linkurilor de rețea, folosind KML. Funcțiile avansate pentru exportul in Google Earth includ șabloane pentru ferestrele pop-up personalizate, vizualizări în timp și înălțime și „super-suprapuneri”. 
GeoServer se bazează pe GeoTools, o librarile GIS . 

## Folosire
- MassGIS (GIS statul Massachusetts)
- MACRIS (Massachusetts Historical Committee )
- TriMet (agenție de tranzit pentru Portland, Oregon)
- Ordnance Survey (Agenția Națională de Cartografiere din Marea Britanie)
- Institut Géographique National (Agenția Națională de Cartografiere a Franței)
- GBIF (Modelul Global de Informatii a Biodiversității)
- Banca Mondiala
- Modelul Global pentru Cutremur
- GMOS (Sistemul global de observare a planetei Mercur)
- FAO (Organizația Națiunilor Unite pentru Alimentație și Agricultură)
- Departamentul de tehnologie informațională și telecomunicații din New York
- TeamSurv
- UIT (Uniunea Internațională a Telecomunicațiilor)

## Arhitectură
GeoServer utilizează Spring Framework, furnizând o arhitectură de expediere a cererilor pentru modulele care implementează servicii OGC. Aplicația de administrare web folosește wicket, permițând extensiilor să contribuie la ecrane suplimentare de configurare. Aplicația oferă un API REST implementată folosind spring-mvc-framework . 
GeoServer este o aplicație web, care acceptă container servlet comun (o distribuție autonomă este disponibilă cu Jetty (serverul web) ca server încorporat). GeoWebCache, o componentă caching bazată pe Java similară cu TileCache, este inclusă cu GeoServer, dar disponibilă separat.  În mod similar, GeoServer pachetează GeoTools ca o bibliotecă Java, dar este disponibil și separat. 
GeoServer este o aplicație de lungă durată și a suferit mai multe modificări arhitecturale. GeoServer 1.0 a fost construit în jurul cadrului STRUTS, migrarea către Spring și Wicket a avut loc pentru GeoServer 2.0. Versiunile timpurii ale API-ului REST au folosit reîncărcarea înainte de migrarea la spring-mvc-framework . 